# Eugenio López Aydillo
Eugenio López Aydillo (Orense, 1888-Oviedo, 8 de diciembre de 1965) fue un periodista y escritor español, de origen gallego.

## Trayectoria
Nacido en Orense, desde muy pequeño alternó los estudios con el trabajo periodístico. En 1907 comenzó su actividad con Solidaridad Gallega y posteriormente colaboró con periódicos madrileños como Heraldo de Madrid, La Iberia y El Gran Bufón. En 1918 obtuvo una pensión de la JAE para estudiar en Francia. Dirigió el periódico El Miño y fundó y dirigió el quincenario Mi tierra. Participó en el Manifiesto de Ourense (1912) con Basilio Álvarez, José Rodríguez Pavón y Ramón Fernández Mato.
En 1913 se trasladó a Madrid para estudiar Filosofía y Letras. En 1917 se hizo cargo de la cátedra de Historia de la Universidad de Valladolid. Siguió colaborando en la prensa, convirtiéndose en director de Acción Gallega y escribiendo en Vida Gallega, La Voz de Galicia, Estudios Gallegos, Suevia y siendo correspondiente de Ideas.
Durante la Segunda República participó en el inicio de la actividad periodística de El País, colaboró en Faro de Vigo y El Eco de Santiago e impartió la única de las conferencias del ciclo de actividades que tenía prevista la Asociación de Escritores de Galicia el 16 de julio de 1936.
Funcionario de Hacienda, en el franquismo fue jefe de la Delegación de Hacienda de Oviedo y colaboró en La Región.

## Obra

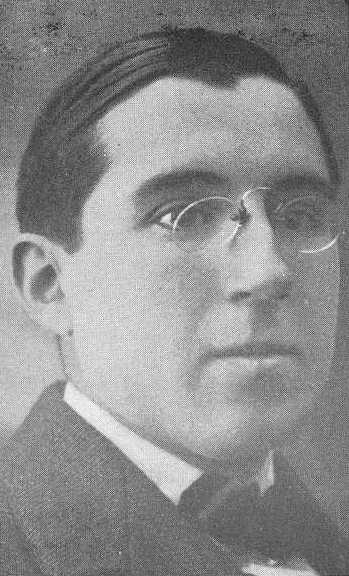
Eugenio López Aydillo (1933).

- Galicia ante lana solidaridad, 1907.
- País de abanico. Teatro de ensueño, 1912.
- Las mejores poesías gallegas, 1914.
- Los grandes poetas gallegos. Valentín Lamas Carvajal (en colaboración con José Palacios), 1925.
- Los cancioneros gallegos portugueses como fuentes históricas. Con un glosario de voces de él gallego arcaico, 1923.
- Presencia de Galicia en lana historia de España, 1950.

### Novela
- En la masa de sangre, 1918.